# Walter Kerr Theatre
Le Walter Kerr Theatre, nommé au départ Ritz Theatre et appelé aussi The Ritz, est un théâtre de Broadway à Manhattan, New York, aux États-Unis, situé au 219 Ouest 48e Rue.
Œuvre de l'architecte Herbert J. Krapp, il a été bâti en 1921 en seulement 60 jours (un record), pour le compte des frères Shubert.

## Histoire
Les Shubert lancent le Ritz après la Première Guerre mondiale, destiné à devenir le théâtre jumeau de l'Ambassador Theatre dans le cadre d'un ensemble théâtral autour des 48e et 49e Rues. Il ouvre ses portes le 21 mars 1921 avec la pièce Mary Stuart et est loué à William Harris Jr. (en) qui l'exploite une dizaine d'années. Après de nombreux spectacles infructueux, le théâtre est loué au Works Progress Administration's Federal Theatre Project (en) de 1936 à 1939, puis sert de studio de diffusion à CBS et NBC.
Le Ritz accueille brièvement des représentations en 1942 et 1943, puis est nouveau un studio d'ABC jusqu'en 1965. Il est abandonné pendant plusieurs années jusqu'à ce qu'Eddie Bracken le reprenne en 1970, le rénove et y présente plusieurs émissions de courte durée de 1971 à 1973. Au cours des années 1970, le Ritz est successivement un cinéma pornographique, un théâtre de vaudeville, le Théâtre pour enfants Robert F. Kennedy, et un entrepôt de stockage d'affiches. Jujamcyn Theaters (en) reprend le théâtre en 1981, le réouvre deux ans plus tard après restauration en 1983, le rénove à nouveau en 1989-1990, et en assure depuis l'exploitation.
Rebaptisé en 1990 en l'honneur du critique de théâtre Walter Kerr,, il compte 918 sièges répartis sur trois niveaux. La façade, sobre, est constituée de briques à motifs. L'auditorium comporte des détails de style Adam, deux balcons et des peintures murales.
Il a accueilli 1348 spectacles depuis sa création.
Il fut le lieu de tournage du film Birdman (2014).

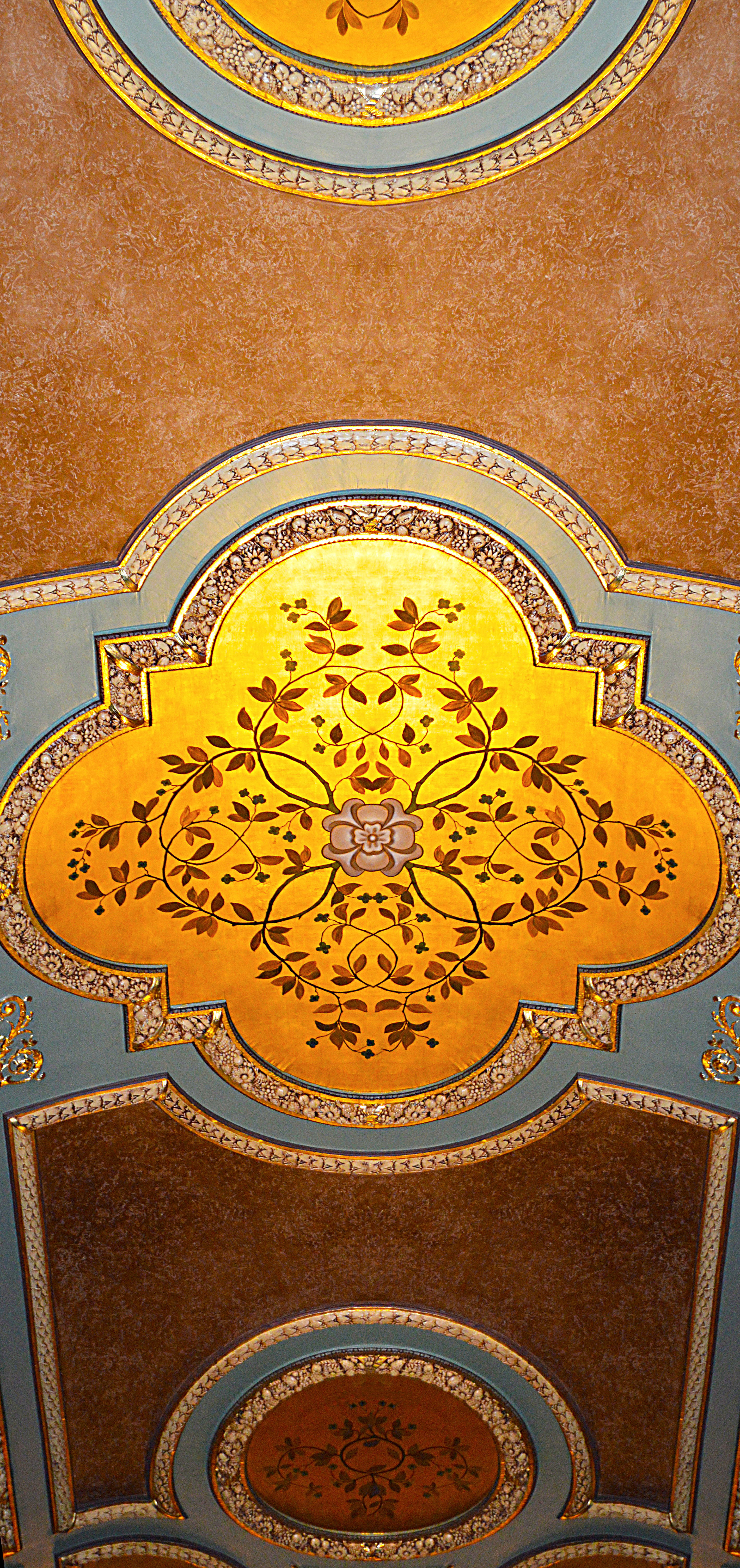
Détail de plafond.
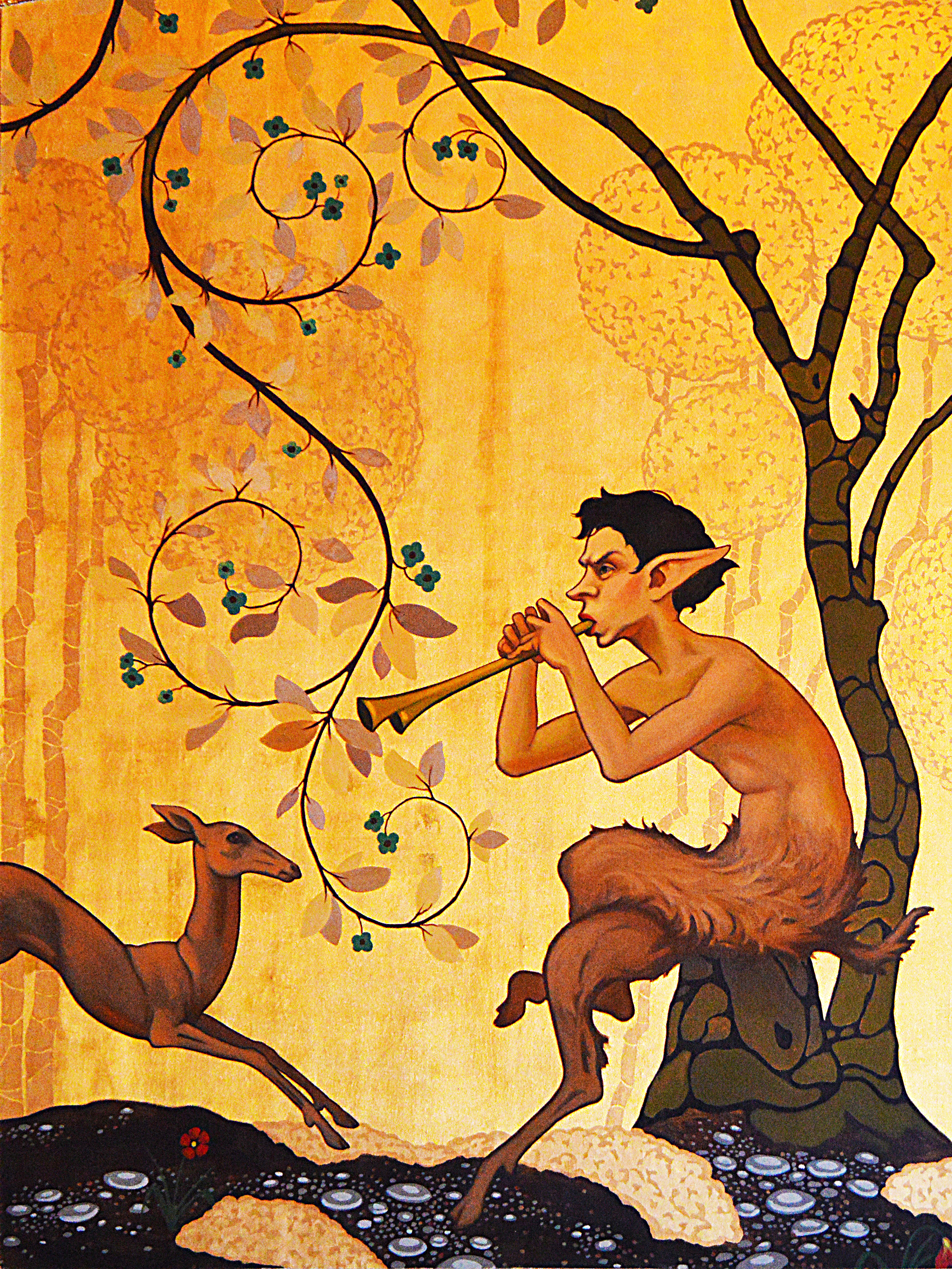
Peinture murale.
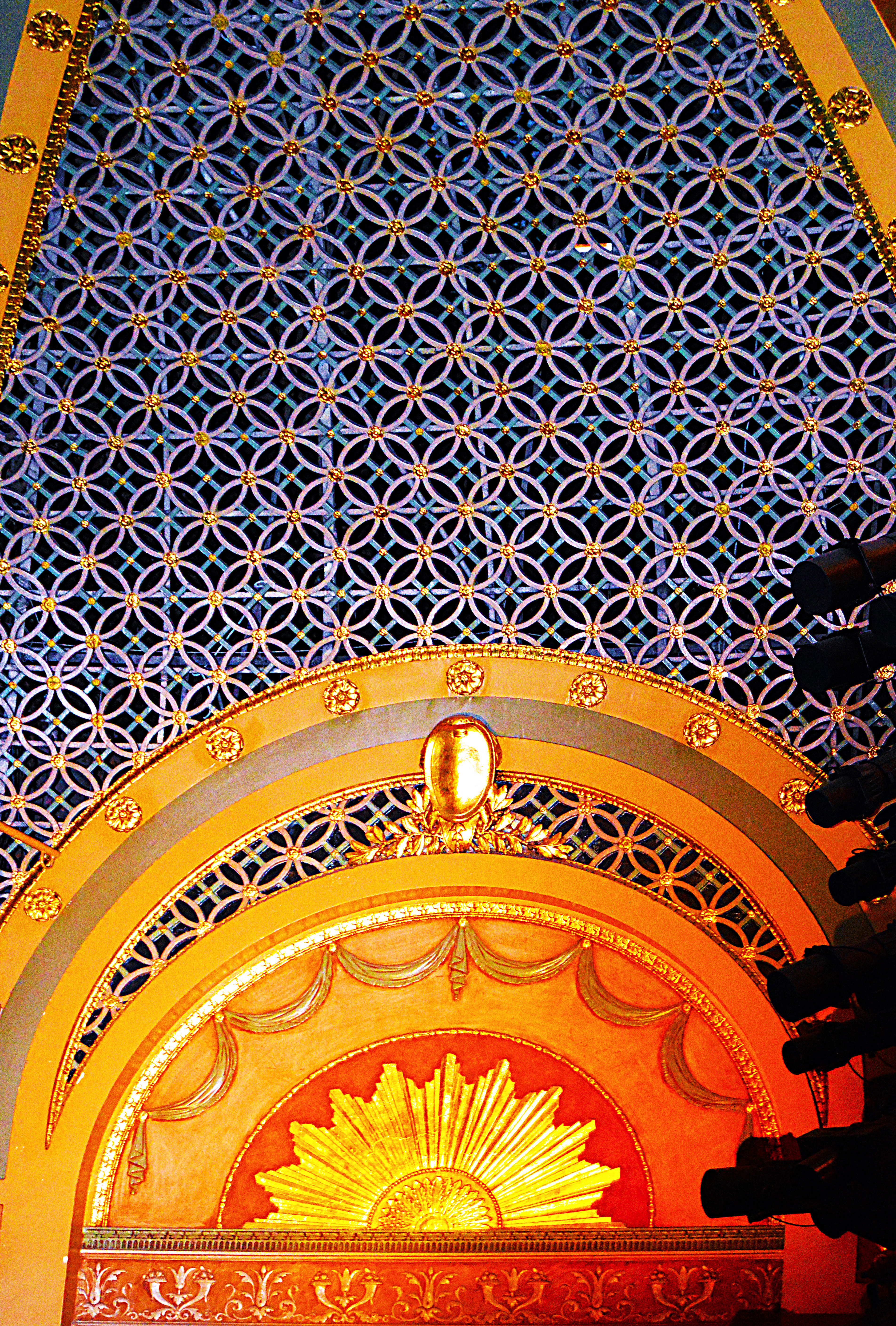
Motifs ornementaux.
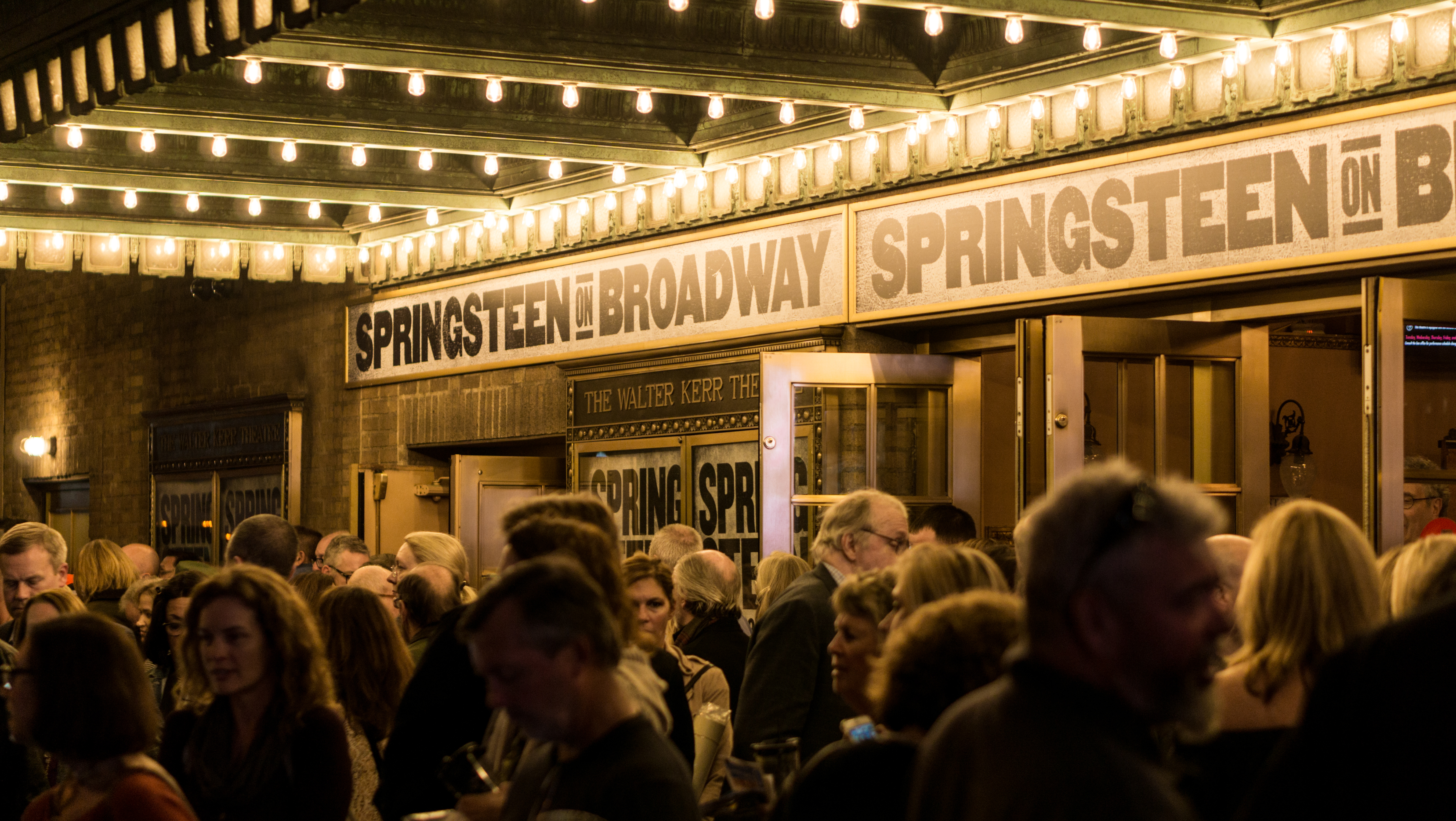
Spectacle de Bruce Springsteen, 3 novembre 2017.